# Fred Agabashian
Levon "Fred" Agabashian (Modesto, Kalifornija, SAD, 21. kolovoza 1913. – Alamo, Kalifornija, SAD, 13. listopada 1989.) bio je bivši američki vozač automobilističkih utrka.

## Vanjske poveznice
- Fred Agabashian - Racing Reference